# ルートヴィヒ・ヘルテリッヒ
ルートヴィヒ・ヘルテリッヒ（Ludwig Herterich、1908年に貴族となってLudwig von Herterich、1856年10月13日 - 1932年12月25日）はドイツの画家である。歴史画や肖像画を描いた。

## 略歴
バイエルンのアンスバッハに生まれた。父親のフランツ・ヘルテリッヒ(1798-1876)は彫刻家で、兄にミュンヘン美術院の教授となった画家のヨハン・カスパー・ヘルテリッヒ（1843-1905）がいる。1872年にミュンヘンに移り、兄やヴィルヘルム・フォン・ディーツから美術を学び、1873年にミュンヘン美術院の彫刻家クラスに進んだ。
ミュンヘンの女子美術学校の教授を務め、1896年からシュツットガルトの美術学校の教授を務め、1898年からミュンヘン美術院の教授となった。教えた学生には、ケーテ・コルヴィッツやマリア・スラヴォナらがいる。
1890年代のミュンヘン分離派の創立メンバーの一人で、ドイツ画家協会（Deutscher Künstlerbund）のメンバーにもなった。

## 作品

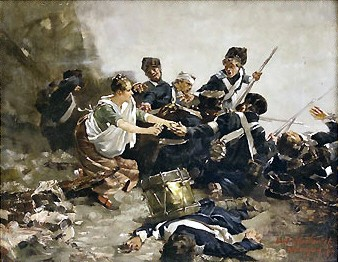
ナポレオン戦争でエプロンで弾薬を運んだヨハンナ・シュテンゲン
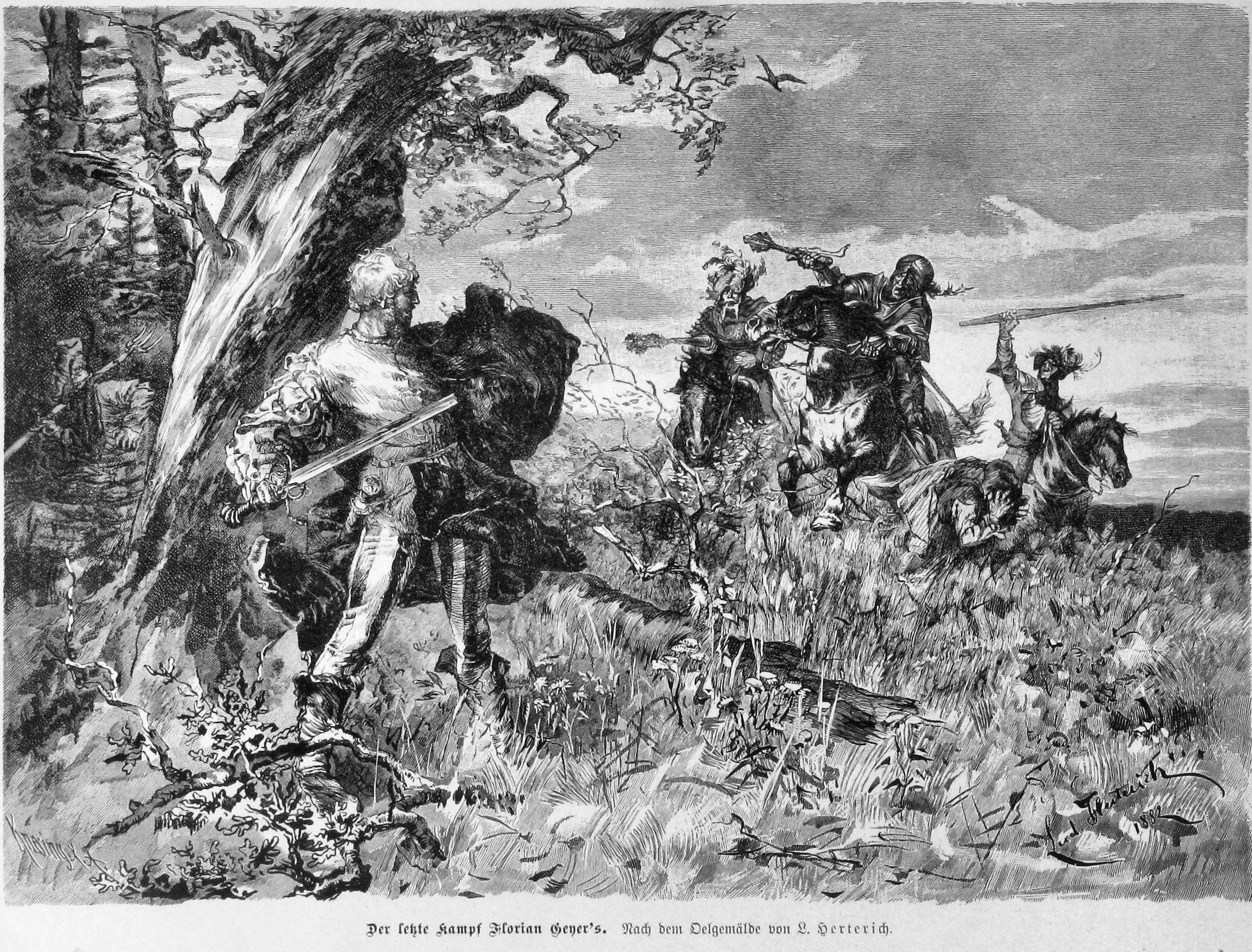
版画作品
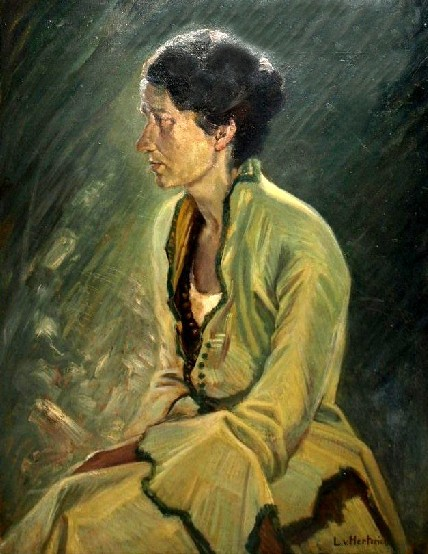
婦人像

## ヘルテリッヒの教えた学生
- ブロンシア・コラー＝ピネル (1863-1934)
- マリア・スラヴォナ (1865-1931)
- ケーテ・コルヴィッツ (1867-1945)
- ヘートヴィヒ・ヴァイス (1860-1923)